# Цель его жизни (фильм)
«Цель его жизни» — советский художественный драматический фильм, снятый Анатолием Рыбаковым на киностудии «Мосфильм» в 1957 году.
Премьера состоялась 18 января 1958 года. Фильм посмотрели 23 600 000 зрителей.

## Сюжет
Опытный военный лётчик Алексей Костров мечтает испытывать новые реактивные самолёты. Он уезжает работать на степной аэродром, где сталкивается с трудностями и опасностями. По возвращении в Москву он берётся за выполнение сложных задач, тем самым помогая конструкторам совершенствовать самолёты. На одном из испытательных полётов самолёт загорается из-за ошибки начальника Селиванова, который торопил лётчиков. Благодаря мужеству и профессионализму Кострова, ему удаётся спасти экипаж и самолёт, сбить пламя и удачно посадить машину.

## Роли исполняют
- Всеволод Сафонов — Алексей Костров
- Людмила Шагалова — Нина
- Марк Бернес — Ануфриев
- Андрей Абрикосов — Азаров
- Анатолий Чемодуров — Сотников
- Владимир Емельянов — Селиванов
- Софья Фадеева — Антонина Кузьминична
- Пётр Савин — Гапоненко
- Хорен Абрамян — Саакян
- Евгений Тетерин — Румянцев
- Юрий Кротенко — Женя Белкин
- Пров Садовский — Федя Басов
- Константин Светлов — Виницкий

## Съёмочная группа
- Авторы сценария: Андрей Меркулов, Виктор Иванов
- Режиссёр-постановщик: Анатолий Рыбаков
- Оператор: Виктор Домбровский
- Художник: Алексей Уткин
- Композитор: Владимир Юровский
- Звукооператор: Вячеслав Лещёв
- Режиссёр: Лев Брожовский
- Комбинированные съёмки:
  - Операторы: Борис Хренников, Б. Плужников
  - Художник: Александр Клименко
- Монтажёр: Екатерина Карпова
- Гримёр: Татьяна Ковригина
- Авиационные консультанты: М. Галлай, А. Грацианский
- Редактор: В. Карен
- Дирижёр: Григорий Гамбург
- Директор картины: Лазарь Милькис